# 涅特列巴 (沃洛季米列齊區)
51°21′41″N 26°20′56″E / 51.36139°N 26.34889°E
涅特列巴（烏克蘭語：Нетреба），是烏克蘭西北部的村莊，隸屬里夫內州的瓦拉什區。該村始建於1577年，面積26.9平方公里，海拔高度154米，2001年人口583，人口密度每平方公里21.7人。